# Neúplná gama funkce
Neúplná gama funkce je označení dvojice matematických funkcí odvozených z definice gama funkce. Jejich definicí je integrál ze stejné funkce, kterou je definována gama funkce, liší se pouze jeho meze, z nichž jedna je vždy druhým z argumentů neúplné gama funkce.

## Definice
Horní gama funkce je definována předpisem
{\displaystyle \Gamma (s,x)=\int _{x}^{\infty }t^{s-1}\,e^{-t}\,{\rm {d}}t,\,\!}
Dolní gama funkce je definována předpisem
{\displaystyle \gamma (s,x)=\int _{0}^{x}t^{s-1}\,e^{-t}\,{\rm {d}}t.\,\!}

## Vlastnosti
Pro komplexní parametr s s reálnou složkou kladnou platí na základě pravidla per partes následující rekurentní vztahy:
{\displaystyle \Gamma (s+1,x)=s\Gamma (s,x)+x^{s}e^{-x}}
a
{\displaystyle \gamma (s+1,x)=s\gamma (s,x)-x^{s}e^{-x}.}
Protože gama funkce je definována
{\displaystyle \Gamma (s)=\int _{0}^{\infty }t^{s-1}\,e^{-t}\,{\rm {d}}t}
platí také
{\displaystyle \Gamma (s)=\Gamma (s,0)=\lim _{x\to \infty }\gamma (s,x)}
a
{\displaystyle \gamma (s,x)+\Gamma (s,x)=\Gamma (s).}